# Leptosphaeria rubicunda
Leptosphaeria rubicunda är en svampart som beskrevs av Rehm 1872. Leptosphaeria rubicunda ingår i släktet Leptosphaeria och familjen Leptosphaeriaceae.   Inga underarter finns listade i Catalogue of Life.
I den svenska databasen Dyntaxa används istället namnet Melanomma rubicundum för samma taxon.  Arten är reproducerande i Sverige.